# Rigidoporus vinctus
Rigidoporus vinctus (лат.) — вид грибов рода Rigidoporus, фитопатоген тропических деревьев.

## Синонимы
- Bjerkandera albostygia (Berk. & M.A. Curtis) Murrill, 1907
- Chaetoporus vinctus (Berk.) J.E. Wright, 1964
- Fomes acupunctatus (Berk. & Broome) Cooke, 1885
- Fomes bistratosus (Berk. & Cooke) Cooke, 1885
- Junghuhnia vincta (Berk.) Hood & M.A. Dick, 1988
- Physisporinus vinctus (Berk.) Murrill, 1942
- Polyporus acupunctatus Berk. & Broome, 1875
- Polyporus albostygius Berk. & M.A. Curtis, 1869
- Polyporus benetostus Berk., 1878
- Polyporus bistratosus Berk. & Cooke, 1877
- Polyporus hyposclerus Berk. ex Cooke, 1882
- Polyporus porphyrophaea Bres., 1915
- Polyporus vinctus Berk., 1852
- Poria albostygia (Berk. & M.A. Curtis) Lloyd, 1915
- Poria benetosta (Berk.) Sacc., 1888
- Poria fulvobadia Pat., 1897
- Poria fumosa Bres. & Pat., 1901
- Poria hyposclera (Berk. ex Cooke) Sacc., 1888
- Poria porphyrophaea Bres., 1915
- Poria vincta (Berk.) Cooke, 1886
- Rigidoporus albostygius (Berk. & M.A. Curtis) Rajchenb., 1984
- Scindalma acupunctatum (Berk. & Broome) Kuntze, 1898
- Scindalma bistratosum (Berk. & Cooke) Kuntze, 1898
- Trametes vincta (Berk.) Pat., 1903

## Описание
- Плодовые тела однолетние или многолетние, шляпочные, до 9 мм толщиной, жёсткие. Гименофор трубчатый, светло-охристого, розовато-охристого, серого или тёмно-коричневого цвета, с округлыми, очень мелкими, почти невидимыми невооружённым глазом порами. Край беловатого или кремового цвета, у старых грибов более тёмный, гладкие или бархатистый, узкий.
- Мякоть коричневого цвета, до 0,5 мм толщиной.

Микроскопические характеристики:
Гифы гиалиновые или коричневатые, тонкостенные, до 7 мкм в диаметре. Цистиды многочисленные или немногочисленные 20—70×10—24 мкм. Споры яйцевидной или почти шаровидной формы, гладкие, бесцветные, тонкостенные, 3,5—5,5×3—4 мкм.